# Отањ
Отањ је насеље у Србији у општини Пожега у Златиборском округу. Према попису из 2022. било је 278 становника.

## Демографија
У насељу Отањ живи 344 пунолетна становника, а просечна старост становништва износи 42,1 година (39,7 код мушкараца и 44,8 код жена). У насељу има 118 домаћинстава, а просечан број чланова по домаћинству је 3,49.
Ово насеље је у потпуности насељено Србима (према попису из 2002. године), а у последња три пописа, примећен је пад у броју становника.
|  |

| Демографија | Демографија | Демографија |
| Година      | Становника  | Становника  |
| ----------- | ----------- | ----------- |
| 1948.       | 578         |             |
| 1953.       | 591         |             |
| 1961.       | 586         |             |
| 1971.       | 533         |             |
| 1981.       | 504         |             |
| 1991.       | 450         | 448         |
| 2002.       | 412         | 413         |

| Етнички састав према попису из 2002.‍ | Етнички састав према попису из 2002.‍ | Етнички састав према попису из 2002.‍ | Етнички састав према попису из 2002.‍ | Етнички састав према попису из 2002.‍ |
| ------------------------------------ | ------------------------------------ | ------------------------------------ | ------------------------------------ | ------------------------------------ |
|                                      |                                      |                                      |                                      |                                      |
| Срби                                 | Срби                                 |                                      | 412                                  | 100,0%                               |
| непознато                            | непознато                            |                                      | 0                                    | 0,0%                                 |

| Година пописа     | 1948. | 1953. | 1961. | 1971. | 1981. | 1991. | 2002. |
| ----------------- | ----- | ----- | ----- | ----- | ----- | ----- | ----- |
| Број домаћинстава | 106   | 108   | 123   | 127   | 130   | 121   | 118   |

| Број чланова      | 1  | 2  | 3  | 4  | 5  | 6  | 7 | 8 | 9 | 10 и више | Просек |
| ----------------- | -- | -- | -- | -- | -- | -- | - | - | - | --------- | ------ |
| Број домаћинстава | 18 | 25 | 23 | 13 | 19 | 15 | 3 | 1 | 1 | 0         | 3,49   |

| Пол    | Укупно | Неожењен/Неудата | Ожењен/Удата | Удовац/Удовица | Разведен/Разведена | Непознато |
| ------ | ------ | ---------------- | ------------ | -------------- | ------------------ | --------- |
| Мушки  | 188    | 62               | 111          | 12             | 1                  | 2         |
| Женски | 168    | 12               | 111          | 42             | 3                  | 0         |
| УКУПНО | 356    | 74               | 222          | 54             | 4                  | 2         |

| Пол    | Укупно                    | Пољопривреда, лов и шумарство | Рибарство                            | Вађење руде и камена | Прерађивачка индустрија       |
| ------ | ------------------------- | ----------------------------- | ------------------------------------ | -------------------- | ----------------------------- |
| Мушки  | 109                       | 31                            | 0                                    | 0                    | 46                            |
| Женски | 44                        | 14                            | 0                                    | 1                    | 14                            |
| УКУПНО | 153                       | 45                            | 0                                    | 1                    | 60                            |
| Пол    | Производња и снабдевање   | Грађевинарство                | Трговина                             | Хотели и ресторани   | Саобраћај, складиштење и везе |
| Мушки  | 1                         | 7                             | 7                                    | 2                    | 6                             |
| Женски | 0                         | 0                             | 6                                    | 3                    | 0                             |
| УКУПНО | 1                         | 7                             | 13                                   | 5                    | 6                             |
| Пол    | Финансијско посредовање   | Некретнине                    | Државна управа и одбрана             | Образовање           | Здравствени и социјални рад   |
| Мушки  | 0                         | 0                             | 7                                    | 1                    | 0                             |
| Женски | 0                         | 2                             | 1                                    | 1                    | 1                             |
| УКУПНО | 0                         | 2                             | 8                                    | 2                    | 1                             |
| Пол    | Остале услужне активности | Приватна домаћинства          | Екстериторијалне организације и тела | Непознато            | Непознато                     |
| Мушки  | 0                         | 0                             | 0                                    | 1                    | 1                             |
| Женски | 0                         | 0                             | 0                                    | 1                    | 1                             |
| УКУПНО | 0                         | 0                             | 0                                    | 2                    | 2                             |

## Галерија
- Железничка станица